# Myoglobinurie (cheval)
La myoglobinurie (myosite, coup de sang ou encore maladie du lundi) est un symptôme vétérinaire qui affecte les chevaux mis au travail dans de mauvaises conditions. Il peut être dû à plusieurs causes, notamment la myopathie à stockage de polysaccharides.

## Description
Elle se caractérise par une inflammation des muscles produite par la présence de myoglobine dans le sang. La myoglobine est décelable dans le sang mais également l'urine.
Plus concrètement, la maladie se déclare lors d'un effort trop intense par rapport à la condition du cheval, lors d'une remise au travail brutale après du repos ou sur un cheval stressé ou nerveux qui travaille sous la contrainte. De plus, la myoglobinurie peut être d'origine génétique (héréditaire).
Le traitement se réalise grâce à des perfusions et du repos.

## Histoire
La myoglobinurie touche historiquement beaucoup les chevaux de trait. Elle a été observée chez des chevaux suralimentés, remis au travail après une période de repos.
Le soin préconisé est alors la saignée.